# Balian xứ Ibelin

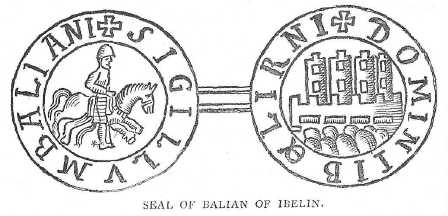
A drawing of Balian of Ibelin's seal, from The Crusades: The Story of the Latin Kingdom of Jerusalem, by T. A. Archer and Charles Lethbridge Kingsford (London & NY, 1894). The rowel-spurs (of a later date) are probably an error by the 19th century artist copying the seal.

Balian xứ Ibelin (tiếng Pháp: Balian d'Ibelin; khoảng 1143-1193), còn gọi là Balian Trẻ (Balian le Jeune, để phân biệt với cha ông là Balian Già hay Balian l'Ancien) ; Balian de Rama, hay Balian de Naplouse, là một quý tộc thập tự chinh, thuộc gia tộc Ibelin của Vương quốc Jerusalem vào thế kỷ thứ 12. Ông được biết đến là người đã bảo vệ Jerusalem vào năm 1187 và tham gia vào cuộc Thập tự chinh lần thứ ba.

## Sách tham khảo
- De Expugnatione Terrae Sanctae per Saladinum, translated by James A. Brundage, in The Crusades: A Documentary Survey. Marquette University Press, 1962.
- William of Tyre, A History of Deeds Done Beyond the Sea. E. A. Babcock and A. C. Krey, trans. Columbia University Press, 1943.
- Chronique d'Ernoul et de Bernard le Trésorier, edited by M. L. de Mas Latrie. La Société de l'Histoire de France, 1871.
- La Continuation de Guillaume de Tyr (1184–1192), edited by Margaret Ruth Morgan. L'Académie des Inscriptions et Belles-Lettres, 1982.
- Ambroise, The History of the Holy War, translated by Marianne Ailes. Boydell Press, 2003.
- Chronicle of the Third Crusade, a Translation of Itinerarium Peregrinorum et Gesta Regis Ricardi, translated by Helen J. Nicholson. Ashgate, 1997.
- Peter W. Edbury, The Conquest of Jerusalem and the Third Crusade: Sources in Translation. Ashgate, 1996.
- Peter W. Edbury, John of Ibelin and the Kingdom of Jerusalem. Boydell Press, 1997.
- Amin Maalouf, The Crusades Through Arab Eyes. London, 1984.
- H. E. Mayer, "Carving Up Crusaders: The Early Ibelins and Ramlas", in Outremer: Studies in the history of the Crusading Kingdom of Jerusalem presented to Joshua Prawer. Yad Izhak Ben-Zvi Institute, 1982.
- Steven Runciman, A History of the Crusades, vol. II: The Kingdom of Jerusalem. Cambridge University Press, 1952.